# Eyes of the World
Eyes of the World es el tercer álbum de estudio del guitarrista esadonidense Tony MacAlpine, publicado en 1990 a través de PolyGram. En esta ocasión el disco está acreditado a la banda "MacAlpine" y se aparta de sus anteriores trabajos de metal neoclásico para acercarse más al rock comercial. Según el mismo MacAlpine, el proyecto fue un intento de emular a otras bandas de hard rock de la época.

## Lista de canciones
| N.º | Título                 | Letras                     | Música         | Duración |  |
| 1.  | «The World We Live In» | Alan Sehorn, Steve Fontano | Tony MacAlpine | 4:06     |  |
| 2.  | «The Hard Way»         | Sehorn, Fontano            | MacAlpine      | 4:14     |  |
| 3.  | «Escape the Hell»      | Sehorn                     | MacAlpine      | 5:00     |  |
| 4.  | «Heartache Calling»    | Sehorn                     | MacAlpine      | 5:07     |  |
| 5.  | «Tear It Down»         | Sehorn, Fontano            | MacAlpine      | 4:40     |  |
| 6.  | «Take Me Back»         | MacAlpine                  | Sehorn         | 4:47     |  |
| 7.  | «Wild Ride»            | Sehorn, Fontano            | MacAlpine      | 3:39     |  |
| 8.  | «Cry a Tear»           | Gina Demos                 | MacAlpine      | 4:48     |  |
| 9.  | «Wrong to Love»        | Demos                      | MacAlpine      | 5:31     |  |
| 10. | «Summer's Gone»        | Demos                      | MacAlpine      | 4:33     |  |
| 11. | «Urban Days»           | Sehorn                     | MacAlpine      | 5:00     |  |

## Personal
| - Tony MacAlpine – guitarra, teclados, sintetizadores, programación de teclados, programación de batería, percusión, productor discográfico - Alan Sehorn – voz - Mark Robertson – teclados, voz - Mike Mani – programación de teclados, programación de batería - Billy Carmassi – batería (excepto pistas 3, 8, 11) - Bill Zampa – drums (pistas 3, 8, 11) - Mike Jacques – bajo (pista 1), voz - Randy Jackson – bajo (pistas 2, 4, 9, 10) - Juan Alderete – bajo (pistas 3, 5–8, 11) - Alan Lornie – violín - Maria Khodorkosky – violín - Maxine Prolman – violín - Steve Fontano – pandereta, coros, programación de teclados, programación de batería, ingeniero de sonido, mezcla, producción | - Kevin Chalfant – coros - Bret Douglas – coros - Melisa Kary – coros - Christina Saxton – coros - Davey Pattison – coros - Tracy Hill – voz hablada - Neill King – ingeniería - Wally Buck – ingeniería - Jimmy Robinson – ingeniería - Bob Misbach – ingeniería - Michael Semanick – ingeniería - Dave Luke – ingeniería - Joe Marquez – ingeniería - Mark Rayburn – ingeniería - Michael Rosen – mezcla |